# Gelion
El Gelion es un río ficticio del universo imaginario creado por el escritor británico J. R. R. Tolkien, descrito en su obra póstuma El Silmarillion. Fluye por el este de Beleriand, siendo el río más largo de la región y, junto con el Sirion, su principal arteria fluvial: «[...] era dos veces más largo que el Sirion [...]», pero más angosto y menos caudaloso, porque, según Tolkien «[...] llovía menos en el este que en Hithlum y Dorthonion, de donde recibía el Sirion sus aguas».

## Etimología y significado del nombre
Su nombre es ilkorin y significa «Brillante», con las raíces Gyel- y Kal-.
En sus últimos años, hacia 1971, Tolkien aparentemente había decidido revisar el nombre «Gelion», puesto que no encaja en los patrones de formación etimológica sindarin. Los posibles sustitutos del nombre que se le ocurrieron fueron (por este orden) Gelduin, Gevilon, Gevelon, Duin Daer y Duin Dhaer. Gevelon procedería del enano Gabilān («Gran río»), nombre del que Duin Daer sería una traducción sindarin.

## Geografía ficticia

### Nacimiento
El Gelion tiene dos fuentes distintas, naciendo de la confluencia de las pequeñas corrientes llamadas:
- el Gelion Mayor, que surge en las estribaciones occidentales del monte Rerir; y
- el Gelion Menor, que surge en las colinas de Himring, en tierras de los Noldor.

A partir del encuentro de los dos brazos, fluye cuarenta leguas hacia el sur antes de toparse con sus afluentes, recorriendo la región de Thargelion.

### Sarn Athrad
A la altura en que el curso del Gelion alcanza las tierras boscosas de Ossiriand, y justo antes de su confluencia con el Ascar, el vado de Sarn Athrad (que significa «Vado de Piedra» en sindarin) servía para que el Camino de los Enanos, que llevaba a las ciudades de Nogrod y Belegost lo salvara.
Tras el saqueo del Reino de Doriath a manos de los Enanos de Nogrod, el adan Beren, junto con su hijo Dior y los Laiquendi de Ossiriand, les tendieron una emboscada en Sarn Athrad, dando muerte a muchos de los enanos, aunque algunos lograron huir. Beren mató al Señor de Nogrod y tomó el Nauglamír y el Silmaril que habían sido robados de Doriath. Sin embargo, el resto de los tesoros de Doriath se hundieron en el río Ascar y desde entonces se le conoció como Rathlóriel, que significa «Lecho de Oro» en sindarin.

### Afluentes
El Gelion recibe sus afluentes más importantes desde su margen izquierda, «que se precipitan desde empinadas montañas», más precisamente de las Ered Luin; a lo largo de su curso por la región de Ossiriand («Tierra de los siete ríos» en sindarin), que recibe su nombre del propio Gelion más sus seis afluentes. El situado más al norte, que forma la frontera norte de Ossiriand y en cuya desembocadura se halla Sarn Athrad, es el Ascar. Tras esta incorporación «el curso se aceleraba y su volumen aumentaba continuamente gracias a las aguas de cinco afluentes más»:
- el Thalos;
- el Legolin;
- el Brilthor;
- el Duilwen; y
- el Adurant, que forma la frontera sur de Ossiriand.

### Desembocadura
Más al sur, bordea el inmenso bosque de Taur-im-Duinath («Bosque entre los ríos») por el este, para desembocar finalmente al Belegaer en la bahía de Balar.